# 8643 Quercus
8643 Quercus este un asteroid din centura principală de asteroizi.

## Descriere
8643 Quercus este un asteroid din centura principală de asteroizi. A fost descoperit pe 16 septembrie 1988 la Observatoire de Haute-Provence de Eric Walter Elst. Asteroidul prezintă o orbită caracterizată de o semiaxă mare de 2,57 ua, o excentricitate de 0,16 și o înclinație de 13,0° în raport cu ecliptica.